# Harri Säteri
Harri Säteri (Toijala, 29 de dezembro de 1989) é um jogador de hóquei no gelo finlandês. Atualmente joga como goleiro pelo Sibir Novosibirsk da Kontinental Hockey League (KHL).
A primeira temporada completa de Säteri no nível sênior foi 2008-09, quando jogou em 22 partidas pelo Tappara na SM-liiga. Ele foi selecionado em 106º no geral no Draft de 2008 da National Hockey League pelo San Jose Sharks. Nos Jogos Olímpicos de Inverno de 2022 em Pequim, conquistou a medalha de ouro no torneio masculino.